# Microstomus pacificus
Microstomus pacificus o Lenguado Dóver del Pacífico es un pez plano del océano Pacífico. Su hábitat se extiende desde la costa norteamericana entre la península de Baja California en el estado de Baja California Sur en México hasta el mar de Bering entre el estado de Alaska en los Estados Unidos y la Okrug Autónoma de Chukotka en Rusia. Tienen una longevidad de hasta 45 años. Se reproducen cada invierno en aguas saladas de 800 a mil metros de profundidad. Empiezan a reproducirse desde los 4 años los machos y 5 años las hembras. 
Puede ser cocinado a la parrilla y se caracteriza por tener un sabor liviano.